# Ruri Dragon
Ruri Dragon (jap. ルリドラゴン Ruridoragon) – manga autorstwa Masaokiego Shindō. Początkowo ukazała się w grudniu 2020 jako one-shot w magazynie „Jump Giga” wydawnictwa Shūeisha. Od czerwca 2022 była publikowana jako seria na łamach czasopisma „Shūkan Shōnen Jump”, a po przerwie wydawniczej została przeniesiona do magazynu internetowego „Shōnen Jump+”, w którym ukazuje się od kwietnia 2024.

## Fabuła
Ruri Aoki budzi się pewnego dnia i zauważa, że z jej głowy zaczęły wyrastać rogi. Gdy zapytała o to swoją matkę, ta wyjawiła jej, że w rzeczywistości jest pół-smokiem. Pomimo tego odkrycia, Ruri stara się dalej prowadzić normalne życie, choć okazuje się to trudniejsze, niż myślała.

## Publikacja serii
Początkowo manga została opublikowana 28 grudnia 2020 jako one-shot w magazynie „Jump Giga”. 13 czerwca 2022 zaczęła ukazywać się jako seria w czasopiśmie „Shūkan Shōnen Jump”. 1 sierpnia tego samego roku redakcja magazynu poinformowała, że seria zostanie zawieszona na czas nieokreślony z powodu problemów zdrowotnych Shindō. Pierwszy tom w formacie tankōbon został wydany 4 października 2022.

21 lutego 2024 ogłoszono, że publikacja zostanie wznowiona. Od 4 marca do 1 kwietnia w magazynie „Shūkan Shōnen Jump” opublikowano pięć nowych rozdziałów. Od 22 kwietnia seria jest publikowana co dwa tygodnie w cyfrowej wersji magazynu oraz na platformie „Shōnen Jump+”.
| Nr | Data wydania (język japoński) | ISBN (język japoński)  |
| -- | ----------------------------- | ---------------------- |
| 1  | 4 października 2022           | ISBN 978-4-08-883285-2 |
| 2  | 4 września 2024               | ISBN 978-4-08-884164-9 |
| 3  | 4 marca 2025                  | ISBN 978-4-08-884415-2 |

## Odbiór
Do października 2022 manga rozeszła się w nakładzie 200 000 egzemplarzy. Pierwszy tom zadebiutował na siódmym miejscu cotygodniowej listy mang Oriconu, osiągając sprzedaż na poziomie 74 874 kopii; drugi tom uplasował się na czwartym miejscu, sprzedając 77 508 kopii. Manga zajęła pierwsze miejsce w rankingu rekomendowanych komiksów ogólnonarodowych pracowników księgarń z 2023 roku. Opisali oni serię jako „ciepłą historię, która bez wahania akceptuje różnorodność”. Została również nominowana do Nagrody eBookJapan Manga Award w 2023 roku. W poradniku Kono manga ga sugoi! (edycja 2024 roku) seria zajęła 9. miejsce w kategorii dla chłopców. Zdobyła również 2. miejsce w konkursie Next Manga Award w kategorii najlepsza manga internetowa.